# Vincenz Hundhausen
Vincenz Maria Hermann Hundhausen (* 15. Dezember 1878 in Grevenbroich; † 18. Mai 1955 ebenda; chinesischer Name: Hong Taosheng (chinesisch 洪濤生 / 洪涛生, Pinyin Hóng Tāoshēng, W.-G. Hung T’ao-sheng)) war deutscher Drucker, Verleger, Dichter und Anwalt. Er galt als Mittler zwischen deutscher und chinesischer Kultur.

## Leben

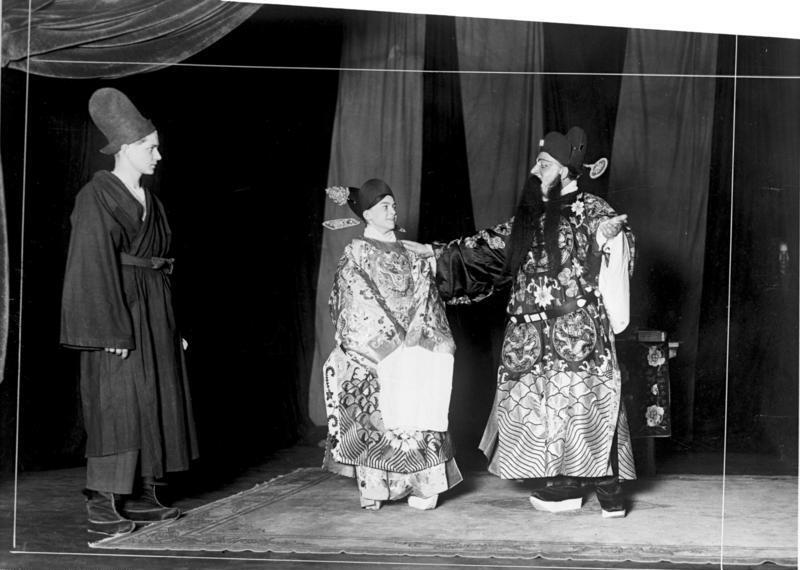
Aufführung eines Lustspiels an der Universität Peking (1930)

1923 ging Hundhausen als Rechtsanwalt nach Ostasien und wurde Professor für vergleichende Literaturgeschichte an der Pekinger Reichsuniversität. Dort entdeckte er für sich die chinesische Dichtung, die er aber nur aus Übersetzungen kannte. Freunde und Schüler übersetzten ihm klassische chinesische Texte, die er dann in eine poetische Form umarbeitete. Er richtete ein deutsches Seminar ein, in dem unter anderem der diplomatische Nachwuchs unterrichtet wurde. Zudem gründete er eine Theatergruppe aus deutschen und chinesischen Studenten zur Aufführung seiner Singspiel-Nachdichtungen die Theatergruppe Pekinger Bühnenspiele., die auch Auftritte in Europa hatte, allerdings nicht in deutschem NS-Staat. Auf seiner Pappelinsel in einem Pekinger Vorort schuf er sich eine kleine private Idylle.
Hundhausen dichtete chinesische Gedichte und Dramen nach, insbesondere klassische Dramen der Mongolenzeit und der Ming-Dynastie (erste Hälfte 13. Jahrhundert bis erste Hälfte 17. Jahrhunderts). Zu Hundhausens Übertragungen gehören Das Westzimmer (西廂記,  Xīxiāngjì), Die Laute, Die Rückkehr der Seele (= Die Päonienlaube oder Der Pfingstrosen-Pavillon / 牡丹亭,  Mǔdān Tíng), Im Östlichen Hochland und An einen edlen Wein in einer jadenen Schale. Einige Werke wurden von deutschen Komponisten vertont. Er richtete eine eigene Druckerei ein und druckte in seinem Verlag Pekinger Pappelinsel seine eigenen Werke, aber auch solche von Freunden. So erschien 1944 eine deutsche Übersetzung von Shakespeares Sonetten durch die in Japan weilende deutsche Cembalistin Eta Harich-Schneider.
Vincenz Hundhausen pflegte rege Korrespondenz mit Thomas Mann und Hermann Hesse. Er war ein Gegner des Nationalsozialismus und legte daher nach 1933 sein Amt im Deutschlandinstitut nieder. Während des Zweiten Weltkrieges gab er die deutschsprachige Literaturzeitschrift Die Dschunke heraus.
1954 wurde Hundhausen ohne Begründung aus China ausgewiesen. Er musste das Land innerhalb von 48 Stunden verlassen und seine 12.000 Bände umfassende Bibliothek, seine Druckerei und seine Sammlung chinesischer Kunst zurücklassen. In Deutschland wollte er gemeinsam mit seiner Schwester Johanna Hundhausen in das Klever Kinder- und Altenheim Die Münze ziehen, starb aber im Jahr nach seiner Rückkehr „als gebrochener Mann“ in seiner Heimatstadt Grevenbroich.

### Werke
- Die Oden des Horaz. In: deutscher Sprache. Borngräber ca. 1925.
- Die Laute. Ein chinesisches Singspiel. In: deutscher Sprache. Pekinger Verlag, Peking 1930.
- Chinesische Dichter in deutscher Sprache. Pekinger Verlag, Peking/ Carl Emil Krug, Leipzig 1926.
- Der Ölhändler und das Freudenmädchen. Eine chinesische Geschichte in 5 Gesängen. Pekinger Verlag, Peking ca. 1928.
- Das Westzimmer. Ein chinesisches Singspiel aus dem dreizehnten Jahrhundert.In deutscher Nachdichtung nach den chinesischen Urtexten des Wang Sche-Fu und des Guan Han-Tsching von Vincenz Hundhausen. E. Röth, Eisenach 1926 und Pekinger Verlag, Peking 1926. Neuausgabe: herausgegeben und kommentiert von Ernst Schwarz. Insel-Verlag, Leipzig 1978.
- Die Weisheit des Dschuang-Dse in deutschen Lehrgedichten. Pekinger Verlag, Peking 1926.
- Die Rückkehr der Seele. Ein romantisches Drama Von Tang Hsiän Dsu. 3 Bände: Traum und Tod / Die Auferstehung / Im Neuen Leben. Erich Röth-Verlag, 1937.
- Chinesische Dichter ~ des dritten bis elften Jahrhunderts. Erich Röth-Verlag, 1926.
- Korrespondenzen 1934–1954, Briefe an Rudolf Pannwitz 1931–1954, Abbildungen und Dokumente zu Leben und Werk. Otto Harrassowitz, Wiesbaden 2001, ISBN 3-447-04374-1.

### Sekundärliteratur
Deutsch
- Hartmut Walravens, Lutz Bieg: Vincenz Hundhausen (1878–1955): Leben und Werk des Dichters, Druckers, Verlegers, Professors, Regisseurs und Anwalts in Peking. Otto Harrassowitz, Wiesbaden 1999, ISBN 3-447-04201-X.
- Hartmut Walravens: Vincenz Hundhausen (1878–1955): Nachdichtungen chinesischer Lyrik, die "Pekinger Bühnenspiele" und die zeitgenössische Kritik. Otto Harrassowitz, Wiesbaden 2000, ISBN 3-447-04252-4.
- Hartmut Walravens: Vincenz Hundhausen (1878–1955): Das Pekinger Umfeld und die Literaturzeitschrift "Die Dschunke". Otto Harrassowitz, Wiesbaden 2000, ISBN 3-447-04256-7.
- Barbara Schmitt-Englert: Deutsche in China 1920–1950: Alltagsleben und Veränderungen. Ostasien Verlag, Gossenberg 2012, ISBN 978-3-940527-50-9.
- Helga Ulrich-Scheyda: Johanna Hundhausen – eine Schulleiterin in der Weimarer Republik. In: Projektgruppe Frauengeschichte der VHS Kleve (Hrsg.): Lesebuch zur Geschichte der Klever Frauen. Kleve 2004, ISBN 3-933969-44-1, S. 215–225.

Englisch
- Lutz Bieg: Literary translations of the classical lyric and drama in the first half of the 20th century: The "case" of Vincenz Hundhausen (1878–1955). (Archive (Memento vom 9. Dezember 2013 auf WebCite)) In: Vivianne Alleton, Michael Lackner (Hrsg.): De l'un au multiple: traductions du chinois vers les langues européennes Translations from Chinese into European Languages. Éditions de la maison des sciences de l'homme (Les Editions de la MSH), Paris 1999, ISBN 2-7351-0768-X, S. 62–83.
- Annette Merker: Vincenz Hundhausen (1878–1955): Leben und Werk des Dichters, Druckers, Verlegers, Professors, Regisseurs und Anwalts in Peking. (book review). In: China Review International. Volume 8, Number 1, Spring 2001, S. 241–244. doi:10.1353/cri.2001.0034. - Available from Project MUSE.
- Hartmut Walravens: German Influence on the Press in China. In: Newspapers in International Librarianship: Papers Presented by the Newspaper Section at IFLA General Conferences. Walter de Gruyter, 2003, ISBN 3-11-096279-9.
  - Also available at (Archive (Memento vom 31. Oktober 2012 auf WebCite)) the website of the Queens Library - This version does not include the footnotes visible in the Walter de Gruyter version
  - Also available in Hartmut Walravens, Edmund King: Newspapers in international librarianship: papers presented by the newspapers section at IFLA General Conferences. K. G. Saur, 2003, ISBN 3-598-21837-0.

Chinesisch
- Wu Xiaoqiao (S: 吴晓樵, P: Wú Xiǎoqiáo) (German Department, Foreign Language Faculty, Universität für Luft- und Raumfahrt Peking). "洪涛生与中国古典戏曲的德译与搬演." Deguo Yanjiu (S: 德国研究, P: Déguó yánjiū). 1st period 2013.